# Toa Henare
Aaron Henry (nacido el 5 de agosto de 1992) es un luchador profesional neozelandés que actualmente trabaja para la New Japan Pro-Wrestling bajo el nombre de Aaron Henare.

## Carrera

### New Japan Pro-Wrestling (2016-presente)

#### 2016-2017

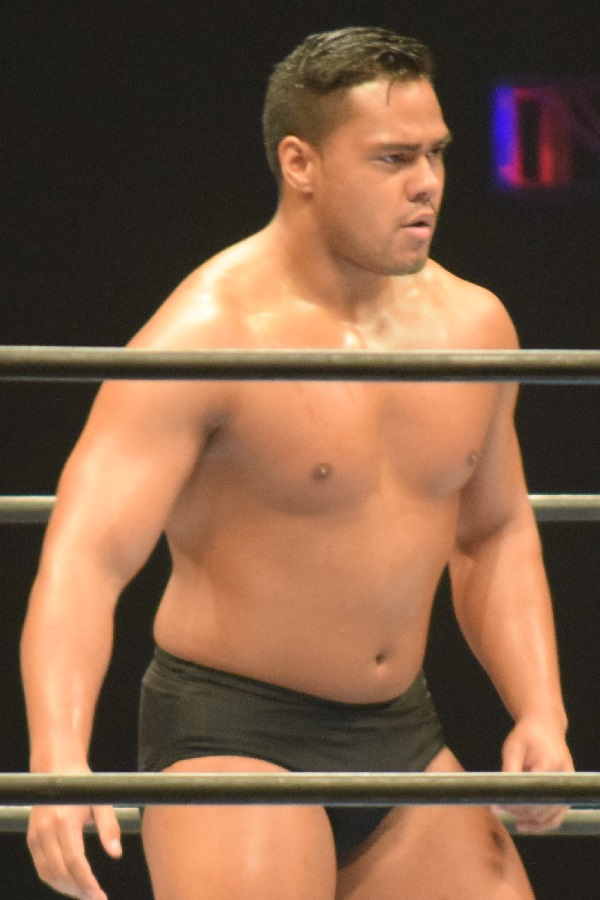
Henare en 2017

Henare firmó con NJPW a principios de 2016 y debutó en septiembre de ese año, perdiendo ante la tormenta silenciosa de Pro Wrestling Noah en el Lion's Gate Project. La primera victoria de Henare en NJPW llegó el 6 de septiembre, cuando derrotó a su compatriota joven Hirai Kawato. El 17 de septiembre en Destruction in Tokyo, Henare hizo equipo con David Finlay siendo derrotados contra Roppongi Vice (Beretta & Rocky Romero). El 12 de noviembre, Henare regresó a su ciudad natal de Auckland, Nueva Zelanda, derrotando a Hikuleo en un show producido por Bad Luck Fale. Henare ingresó a la World Tag League junto al veterano Manabu Nakanishi. Los dos terminaron últimos en su bloque con cero victorias y cero puntos. El 21 de febrero de 2017, en un combate con Tomoyuki Oka, Henare sufrió una lesión en el tendón de Aquiles y hubo que detener el combate. Fue sacado en una camilla.
Henare regresó en noviembre para la World Tag League de 2017, donde se unió a Togi Makabe. Los dos terminaron el torneo con un récord de una victoria y seis derrotas.

#### 2018-presente
El 4 de enero de 2018 en Wrestle Kingdom 12, Henare debutó bajo el nuevo nombre de Toa Henare. El 27 de enero en The New Beginning in Sapporo, Toa recibió su primera oportunidad por el título cuando se unió a Ryusuke Taguchi y Togi Makabe para desafiar sin éxito a Bullet Club (Bad Luck Fale, Tama Tonga & Tanga Loa) por el Campeonato en Parejas de Peso Abierto 6-Man NEVER.

## Vida personal
Henry nació en Auckland, Nueva Zelanda, y pertenece a la iwi maorí de los Ngāpuhi. Compitió tanto en la lucha libre amateur como en las artes marciales mixtas antes de convertirse en luchador profesional.

## Campeonatos y logros
- Pro Wrestling Illustrated
  - Situado en el Nº250 en los PWI 500 de 2018[6]